# Katsuyuki Saito
Katsuyuki Saito (斎藤 克幸 Saito Katsuyuki?,  nacido el 7 de abril de 1973 en Fukushima) es un exfutbolista japonés. Jugaba de defensa y su último club fue el Vegalta Sendai de Japón.

## Trayectoria

### Clubes
| Club           | País  | Año         |
| -------------- | ----- | ----------- |
| Vegalta Sendai | Japón | 1997 - 2001 |